# Radicaal 98
Radicaal 98 is een van de 23 van de 214 Kangxi-radicalen dat bestaat uit vijf strepen.
In het Kangxi-woordenboek zijn er 147 karakters die dit radicaal gebruiken.

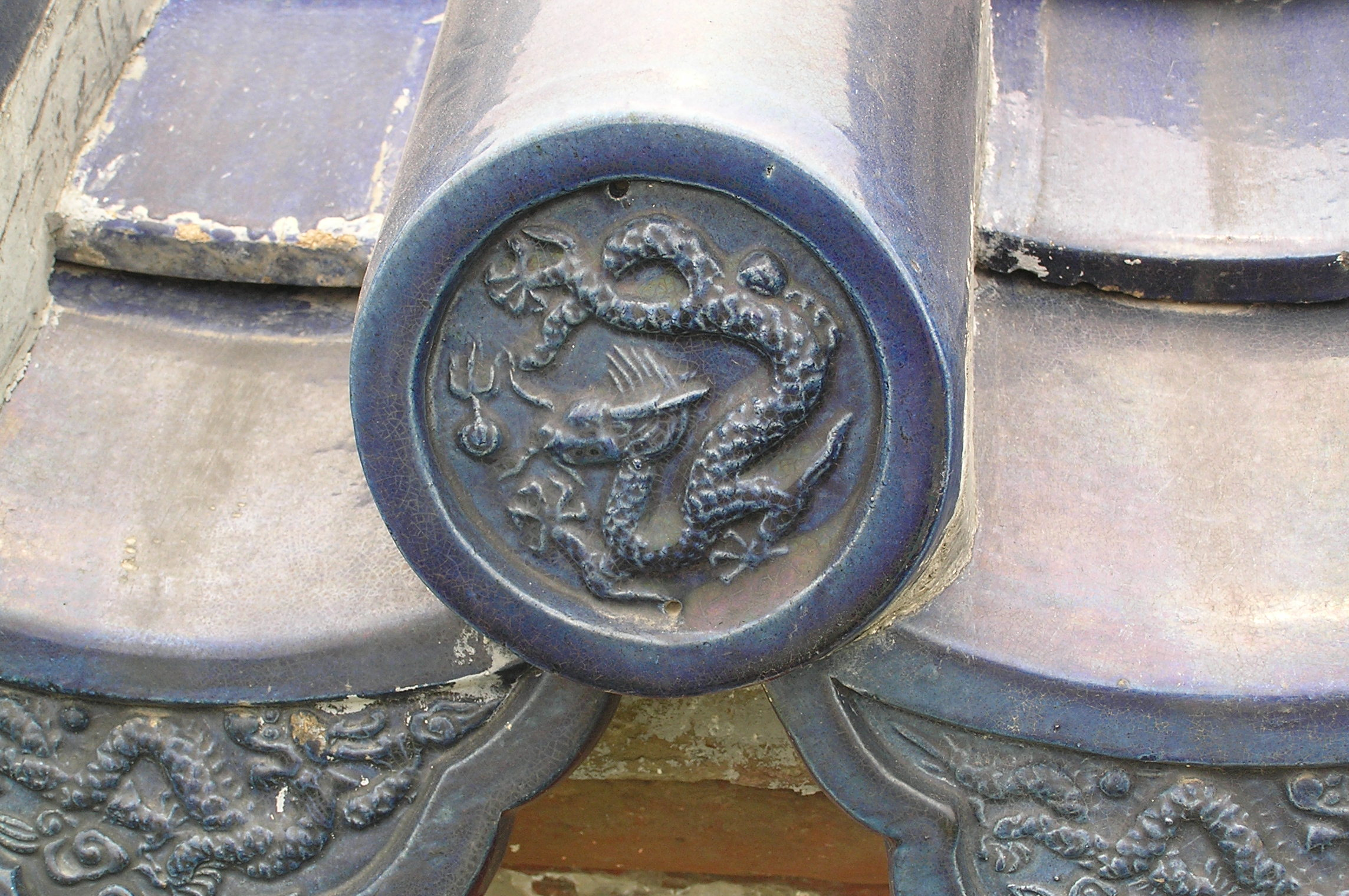
Dakpan van de Tempel van de Hemel.

## Karakters met het radicaal 98
| Strepen | Karakter                   |
| ------- | -------------------------- |
| + 0     | 瓦                         |
| + 2     | 瓧                         |
| + 3     | 瓨 瓩                      |
| + 4     | 瓪 瓫 瓬 瓭 瓮 瓯 瓰 瓱 瓲 |
| + 5     | 瓳 瓴 瓵                   |
| + 6     | 瓶 瓷 瓸                   |
| + 7     | 瓹 瓺 瓻 瓼                |
| + 8     | 瓽 瓾 瓿 甀 甁             |
| + 9     | 甂 甃 甄 甅 甆             |
| + 10    | 甇 甈 甉                   |
| + 11    | 甊 甋 甌 甍 甎 甏 甐 甑    |
| + 12    | 甒                         |
| + 13    | 甓 甔 甕                   |
| + 14    | 甖                         |
| + 16    | 甗                         |

Groot zegelkarakter
Klein zegelkarakter